# Cá múa đít nhỏ
Cá múa đít nhỏ hay cá múa đỏ (danh pháp khoa học: Centriscus scutatus) là một loài cá thuộc chi Centriscus, họ Cá múa đít (Centriscidae). Loài cá này có ở Việt Nam.
Tên gọi khoa học của loài này do Carl Linnaeus đưa ra lần đầu tiên năm 1758.

## Phân bố
Loài cá biển này phân bố từ Hồng Hải, vịnh Ba Tư ở phía tây tới New Caledonia và Australia ở phía đông và kéo dài về phía bắc tới Nhật Bản.